# غوشين (ماساتشوستس)
غوشين (بالإنجليزية: Goshen, Massachusetts)‏ هي منطقة سكنية تقع في الولايات المتحدة في مقاطعة هامبشاير (ماساتشوستس). يقدر عدد سكانها بـ 1,054 نسمة ومساحتها 45.9 كم2 وترتفع عن سطح البحر 442 متر.